# Birthana aurantiaca
Birthana aurantiaca är en fjärilsart som beskrevs av Semper 1899. Birthana aurantiaca ingår i släktet Birthana och familjen Immidae. Inga underarter finns listade i Catalogue of Life.